# 血必净注射液
血必净注射液是一种中成药注射剂。主要成分为红花、赤芍、川芎、丹参、当归，辅料为葡萄糖，注册生产企业为天津红日药业股份有限公司。2020年8月19日，国家卫生健康委和国家中医药管理局联合发布的《新型冠状病毒肺炎诊疗方案（试行第八版）》中，血必净注射液被列入重型、危重型病例的推荐用药。

## 适应症
本品化瘀解毒。用于温热类疾病，症见：发热、喘促、心悸、烦躁等瘀毒互结症；适用于因感染诱发的全身炎症反应综合征；也可配合治疗多器官功能失常综合征的脏器功能受损期。

## 治疗新型冠状病毒肺炎
2020年1月27日，进入《新型冠状病毒感染的肺炎诊疗方案（试行第四版）》推荐用药，此后连续进入第五至八版推荐用药。
2020年3月，红日药业承担的“血必净注射液治疗新型冠状病毒感染的肺炎疗效前瞻性队列研究”项目获批立项，该项目由钟南山院士担任研究负责人，将评价血必净注射液对新冠肺炎的治疗效果。
2020年4月15日，红日药业发布公告称收到国家药品监督管理局下发的关于公司产品血必净注射液新增适应症的《药品补充申请批件》：“根据《中华人民共和国药品管理法》有关规定，以及国家卫健委办公厅国家中医药管理局办公室2020年3月3日发布的《新型冠状病毒肺炎诊疗方案（试行第七版）》和疫情救治临床实践，批准血必净注射液说明书【功能主治】项增加“可用于新型冠状病毒肺炎重型、危重型的全身炎症反应综合征或/和多脏器功能衰竭。”
2020年8月19日，国家卫生健康委和国家中医药管理局联合发布《新型冠状病毒肺炎诊疗方案（试行第八版）》。血必净注射液，分别列入重型、危重型病例的治疗中的其他治疗措施，以及中医治疗的临床治疗期（确诊病例）重型（气营两燔证）、危重型（内闭外脱证）推荐用药。